# (35374) 1997 VK
1997 في كي (ويعرف أيضًا باسم (35374) 1997 في كي وفق تسمية الكوكب الصغير) (بالإنجليزية: 1997 VK)‏ هو كويكب ضمن حزام الكويكبات؛ وترتيبه 35374 من حيث الاكتشاف.
اكتُشف هذا الجُرم الفلكي بواسطة Paul G. Comba ‏ في 1 نوفمبر 1997.

## وصلات خارجية
- (35374) 1997 VK في قاعدة بيانات مختبر الدفع النفاث لأجرام النظام الشمسي الصغيرة

- الاكتشاف · مخطط المدار ·  العناصر المدارية · المعلمات المادية

- (35374) 1997 VK على موقع ويكي سكاي: DSS2, SDSS, GALEX, IRAS, Hydrogen α, X-Ray, Astrophoto, Sky Map, Articles and images